# Ismaïlia
Ismaïlia (àrab: الإسماعيلية, al-Ismāʿīliyya) és una ciutat d'Egipte, capital de la governació homònima. Té una població, incloent-hi les àrees rurals dependents, d'uns 750.000 habitants i es troba a la riba oest del canal de Suez, al sud del canal i a la vora del llac Timsah.
Fou fundada el 27 d'abril de 1862 per l'inspector general de la Companyia del Canal de Suez, i quan va pujar al tron el virrei i després kediv Ismaïl Paixà se li va donar el seu nom. El 1864, es va construir la plaça central i una xarxa de carrers. El 1868 hi va arribar el ferrocarril. El 1869 fou poblada pels que havien treballat al canal i el 1870 tenia uns tres mil habitants, població estable uns anys per, després de 1890, créixer fins a arribar als 15.000 habitants el 1918. Entre 1916 i 1950 hi va haver una base britànica. Aquí es va fundar el moviment dels Germans Musulmans el 1928. Després de l'abrogació unilateral del tractat angloegipci de 1936 (l'octubre de 1951) es van produir diversos enfrontaments entre policies egipcis i soldats britànics, i en destaca la batalla del 25 de gener de 1952 que va durar 6 hores i va originar l'endemà els avalots del Caire coneguts com a Dissabte Negre.
És la seu de l'Autoritat del Canal de Suez. A la ciutat hi fou establerta en 1976 la Universitat del Canal de Suez; és seu, així mateix, d'una base militar de l'exèrcit.